# Appam (Lebensmittel)
Appam ist eine Pfannkuchenart, die vom indischen Subkontinent stammt und aus fermentiertem Reisteig und Kokosmilch hergestellt wird. Der Ursprung von Appam ist umstritten; mögliche Herkunftsquellen könnten Sri Lanka oder die Südspitze Indiens sein. Es ist ein für Sri Lanka, Tamil Nadu und Kerala übliches Essen. Es wird dort am häufigsten zum Frühstück oder Abendessen gegessen.

## Geschichte
Vir Sanghvi, ein indischer Journalist, zitiert den Lebensmittelhistoriker K. T. Achaya und erklärt, dass Appam im tamilischen Perumbanatruppadai erwähnt wird. K. T. Achaya sagt im letzten zu Lebenszeiten veröffentlichten Buch, dass Appam im alten tamilischen Land gut etabliert war.

## Regionale Namen
In Malayalam wird es appam (അപ്പം), aapa in Tulu, appa (ආප්ප) in Sinhala, aappam (ஆப்பம்) in Tamil, chitau pitha (ଚିତାଉ) in Oriya, paddu oder gulle eriyappa in Kodava und arpone auf birmanisch genannt. Appam wird im Allgemeinen mit seinem anglisierten Namen bezeichnet. Trichter, in Sri Lanka. In Indonesien ist es als kue apem bekannt.

## Variationen

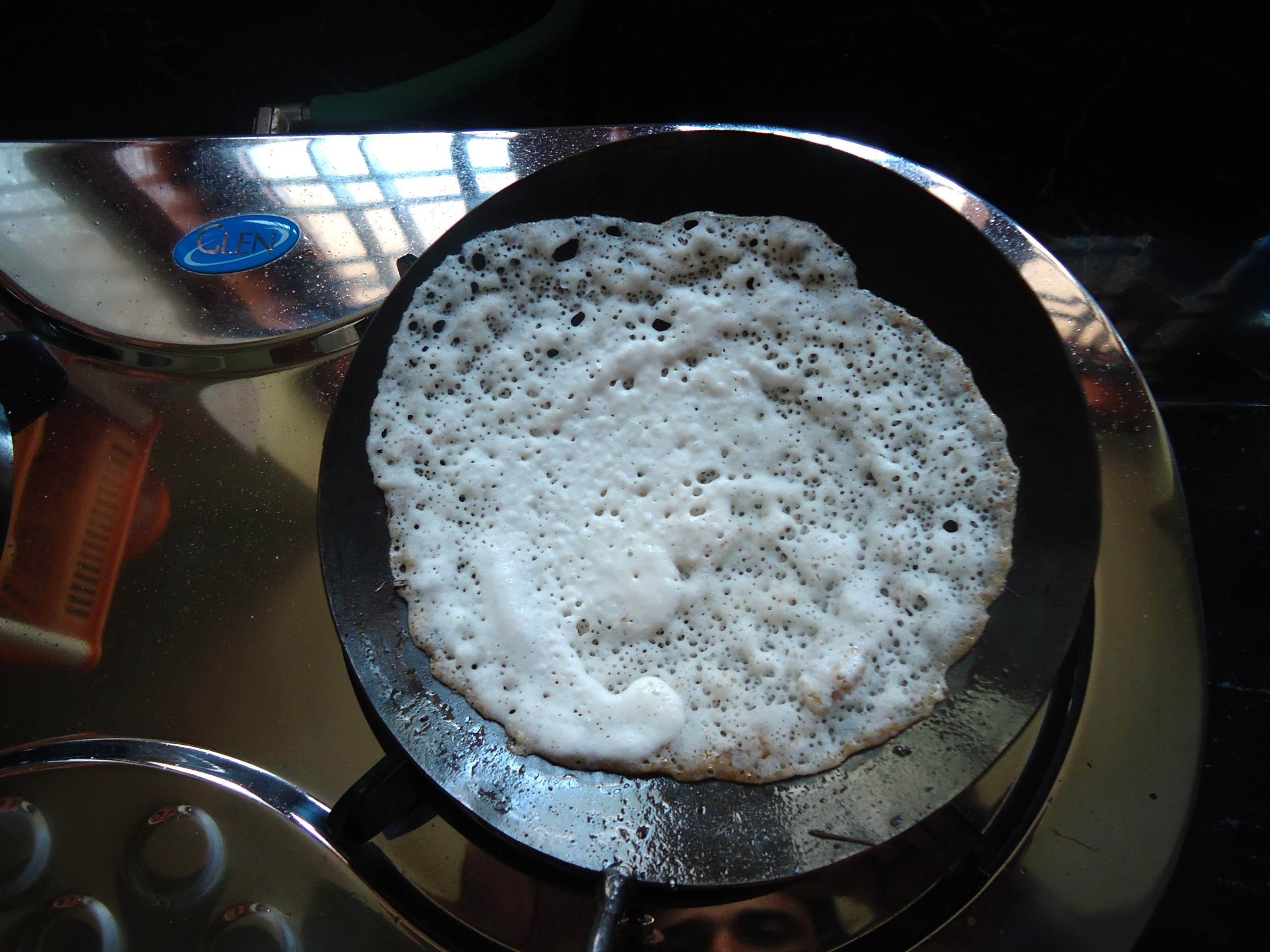
Ein Appam, der in Kerala gebacken wird

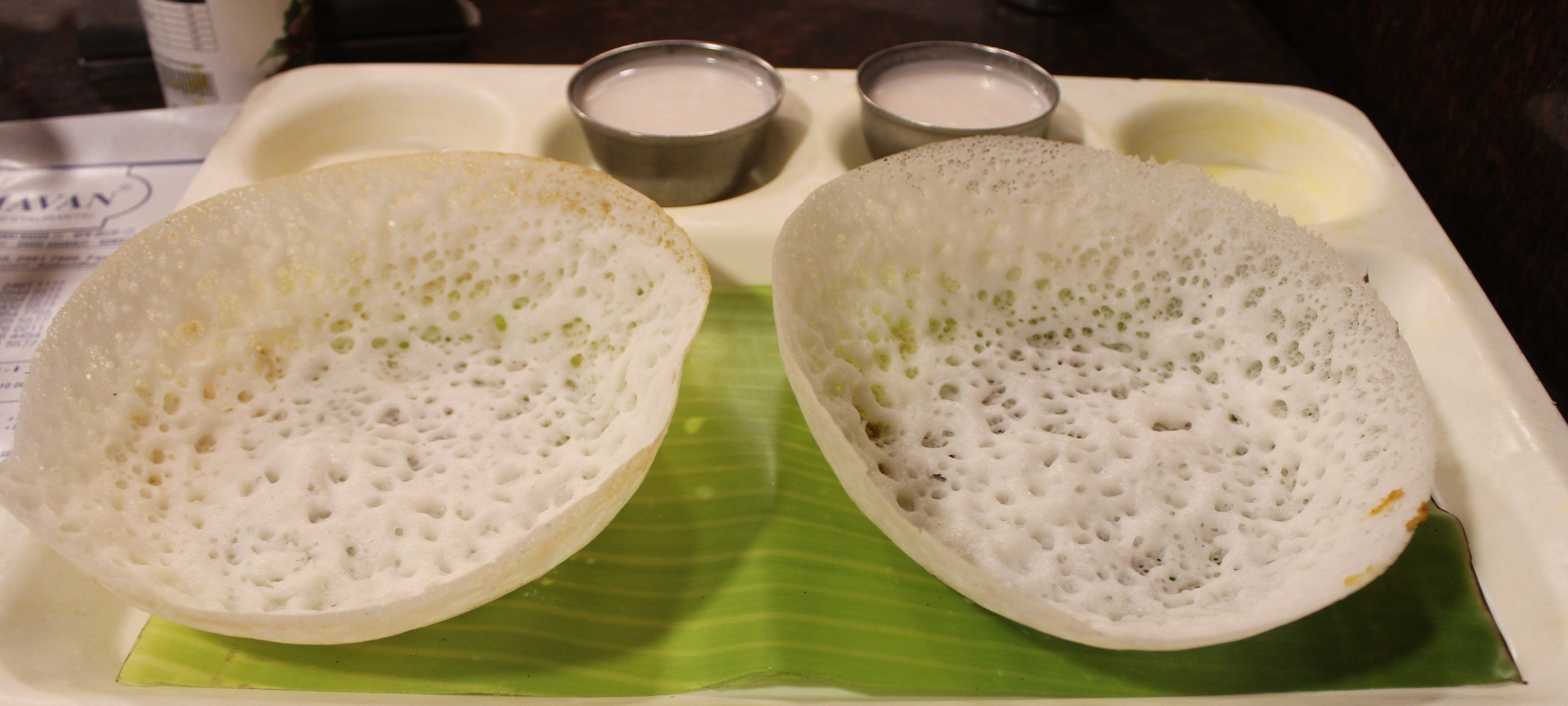
Appam, serviert mit Kokosmilch in Tamil Nadu

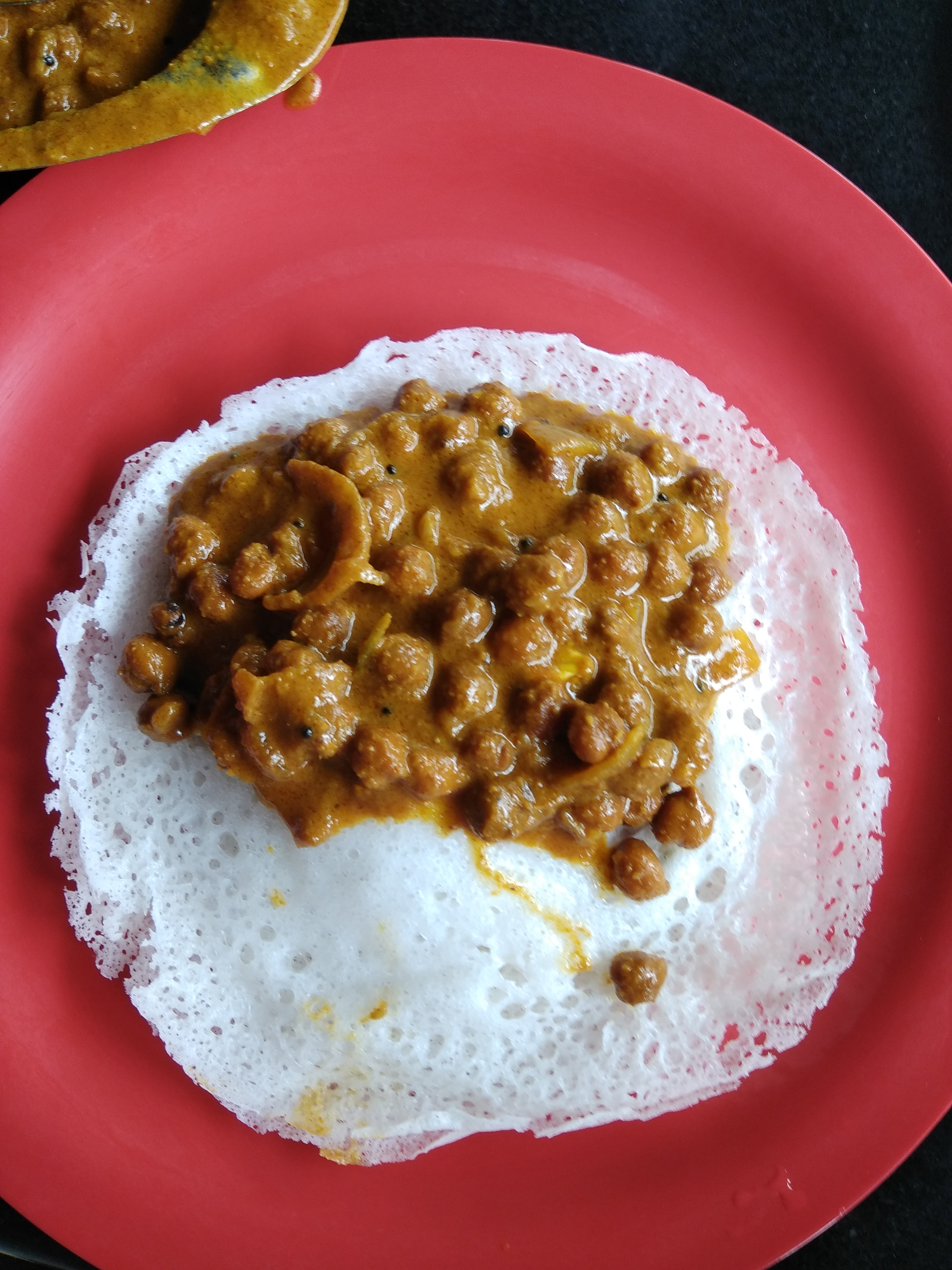
Appam, serviert mit Kichererbsencurry aus Kerala

### Einfacher Appam
Einfacher Appam bzw. Vella Appam sind schalenförmige, dünne Pfannkuchen aus fermentiertem Reismehl. Ihre Form haben sie von den kleinen appachatti, in denen sie gebacken werden. Sie sind ziemlich geschmacksneutral und werden meistens mit Gewürzen oder Curry serviert. Diese Becher werden aus einem Teig mit Reis, Hefe, Salz und etwas Zucker hergestellt. Nachdem die Mischung einige Stunden lang stehen gelassen wurde, kann sie in den Appachatti mit etwas Öl gebraten werden. Im südlichen Zentrum von Kerala wird es meistens mit Kichererbsen (Kadala), Curry, Hammelfleisch oder Gemüse-Eintopf oder Eierbraten serviert.

### Palappam
Palappam wird mit einem Löffel dicker Kokosnussmilch / Kokosnusscreme zubereitet, die in das teigige Zentrum gegeben wird. Nach dem Kochen fühlt sich das Zentrum fest an, bleibt aber innen weich und ist aufgrund der Kokosmilch süßer.

### Kallappam
Hierbei handelt es sich um eine Form von Appam, bei der dem frischen Teig Kallu (Palmwein) zugesetzt wird, um die Fermentation zu starten. Es kann aber auch Appam auf einer Grillplatte (kal) anstelle von appachatti bedeuten.

### Eierbecher

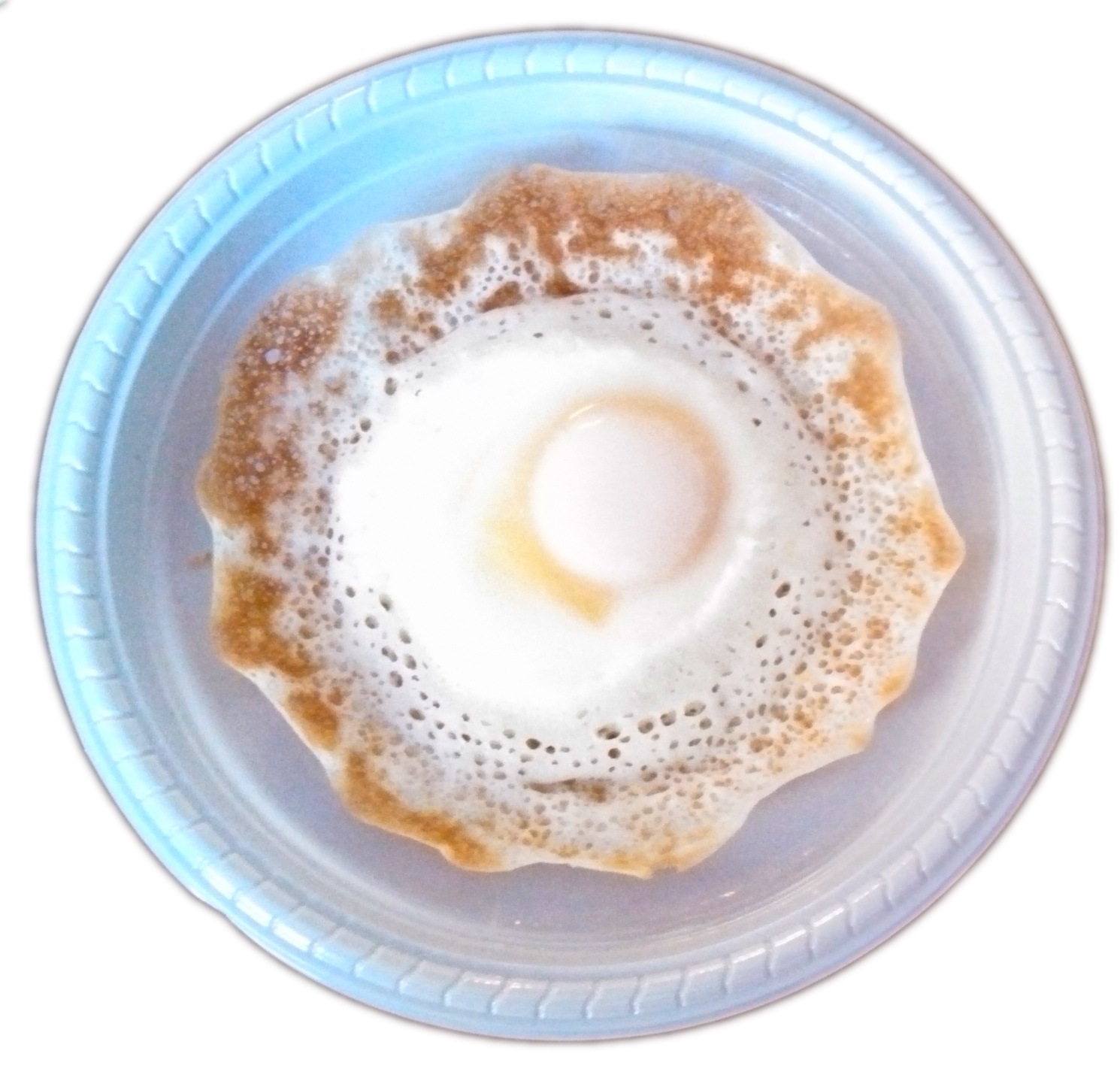
Mit gekochtem Ei in der Mitte

Sie sehen gleich aus wie die Trichterform, jedoch wird ein Ei beim Backen in den Pfannkuchen gegeben.

### Honigtrichter
Honigtrichter sind Pfannkuchen, die mit einer großzügigen Menge Palmen-Sirup gegart werden. Einige Leute mögen es auch, etwas Jaggery kurz vor dem Servieren hinzuzufügen, um es besonders süß zu machen.

### Idiyappam
Idiyappam (String-Trichter oder Noolputtu) wird aus Reisnudeln hergestellt, die zu flachen Spiralen zusammengerollt werden. Es wird zum Frühstück mit dünnen Fisch oder Hühnercurry serviert, der nur aus ein oder zwei Fleischstücken mit Dhal (Linsen) sowie würzigem Sambal oder frischem Chutney besteht. String-Trichter werden aus gedünstetem Reismehl hergestellt, das mit Wasser und etwas Salz zu einem Teig verarbeitet wird. Dieser wird dann durch eine Form gepresst, die denen ähnelt, welche zur Pasta-Herstellung verwendet wird. Die "Nudeln" werden durch Dämpfen gekocht. Einige Leute streuen sogar geriebene Kokosnuss auf die Reisnudeln. Die String-Trichter können fertig gekauft werden und werden von der Bevölkerung Indiens und Sri Lankas zum Frühstück oder Abendessen verzehrt. Es gibt viele Variationen, abhängig von der Art des verwendeten Mehls usw. Dieses einfache Gericht kann durch Hinzufügen von Rühreiern oder Gemüse mit weiteren Lebensmitteln, etwa Biryani, zum String-Trichter angepasst werden. Ein anderes Beispiel zeigt sich in Kerala: Idiyappam Paaya (Ziegenkeulensuppe aus Kokosnuss).

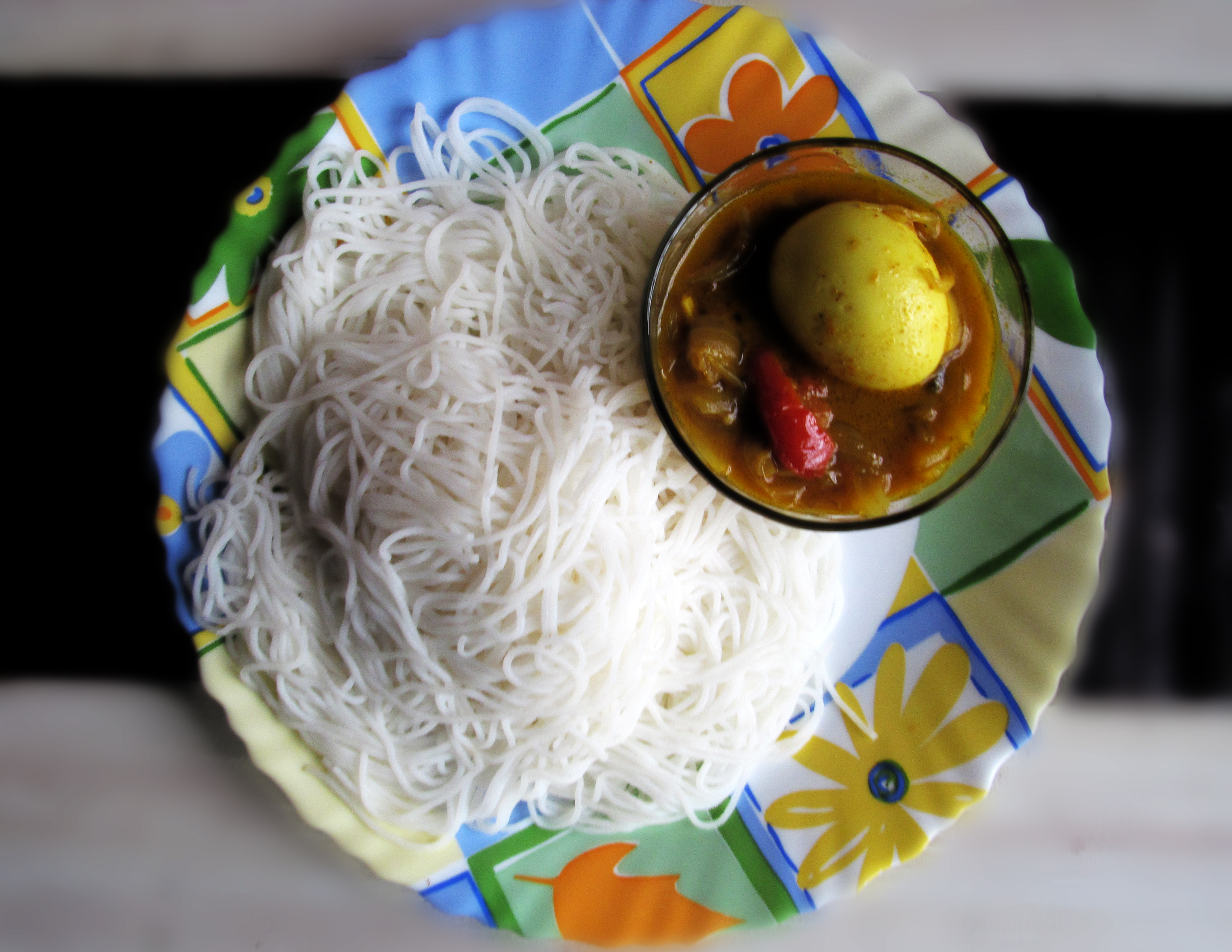
Idiyappam mit Ei-Masala-Curry

### Achappam
Achappam ist ein frittierter Rosenkeks aus Reis. Nach K. T. Achaya stammt dieses Gericht von den Thomaschristen.

### Kuzhalappam
Kuzhalappam ist ein typisch syrisch-christliches Gericht, bestehend aus gebratenen Chips, die wie ein Schlauch zusammengerollt sind.

### Neyyappam
Laut K. T. Achaya verdankt Neyyappam seine Herkunft Kerala und ist ein typisches Essen der Thomaschristen in Kerala. Es wird mit Reismehl, gekochter Butter und Ghee hergestellt.
Unni Appam ist eine Variation, bei der dem Teig pürierte Kochbananen hinzugefügt werden. Der Teig besteht aus Reismehl, Jaggery und Kochbananen. Er wird in ein Gefäß namens "appakarai" oder "appakaram" gegossen, in dem Ghee auf eine hohe Temperatur erhitzt wird. Die Appams haben die Form kleiner Tassen und werden tiefbraun gebacken. Sowohl Neyyappam als auch unni appam werden als Snacks gegessen.

### Pesaha appam
Pesaha appam wird von den Thomaschristen in Kerala während des Passahfests zubereitet. Diese Art von Appam wird vor dem Servieren in Sirup oder "Pesaha Pal" (Passahfest-Kokosmilch) getaucht.

### Vattayappam

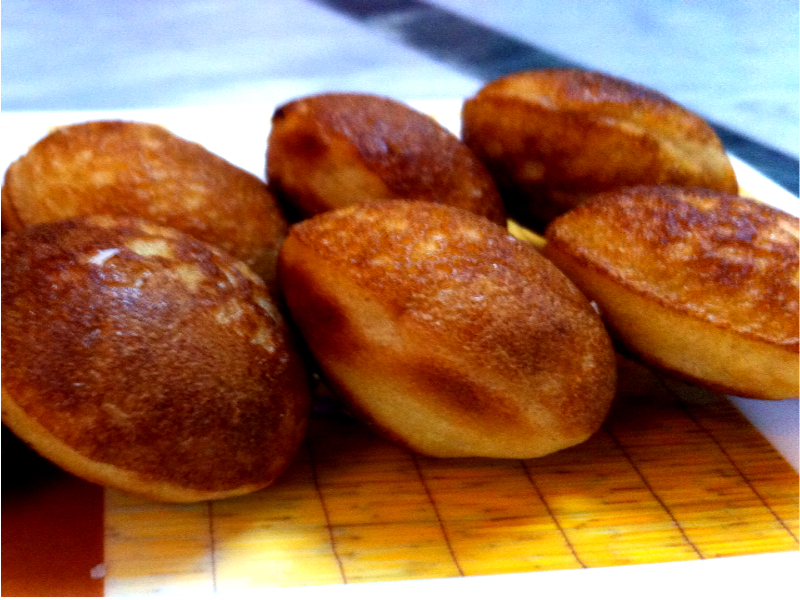
Kandarappam

Vattayappam wird aus Reismehl, Zucker und Kokosnuss hergestellt. Für die Mehrheit der Haushalte in Kerala ist es eine ölfreie Zwischenmahlzeit. Das Gericht wird durch Dampfgaren des Teigs hergestellt und ähnelt sehr dem Bánh bò aus Vietnam.

### Kandarappam
Kandarappam ist ein süßes Gericht aus Reis und allen 4 Dals und Jaggery. Das Gericht enthält alle Zutaten, die in der Hindu-Tradition Glück bringen sollen. Die Verwendung aller 4 Dals gilt bei Festivals als verheißungsvoll.

### Kue apem

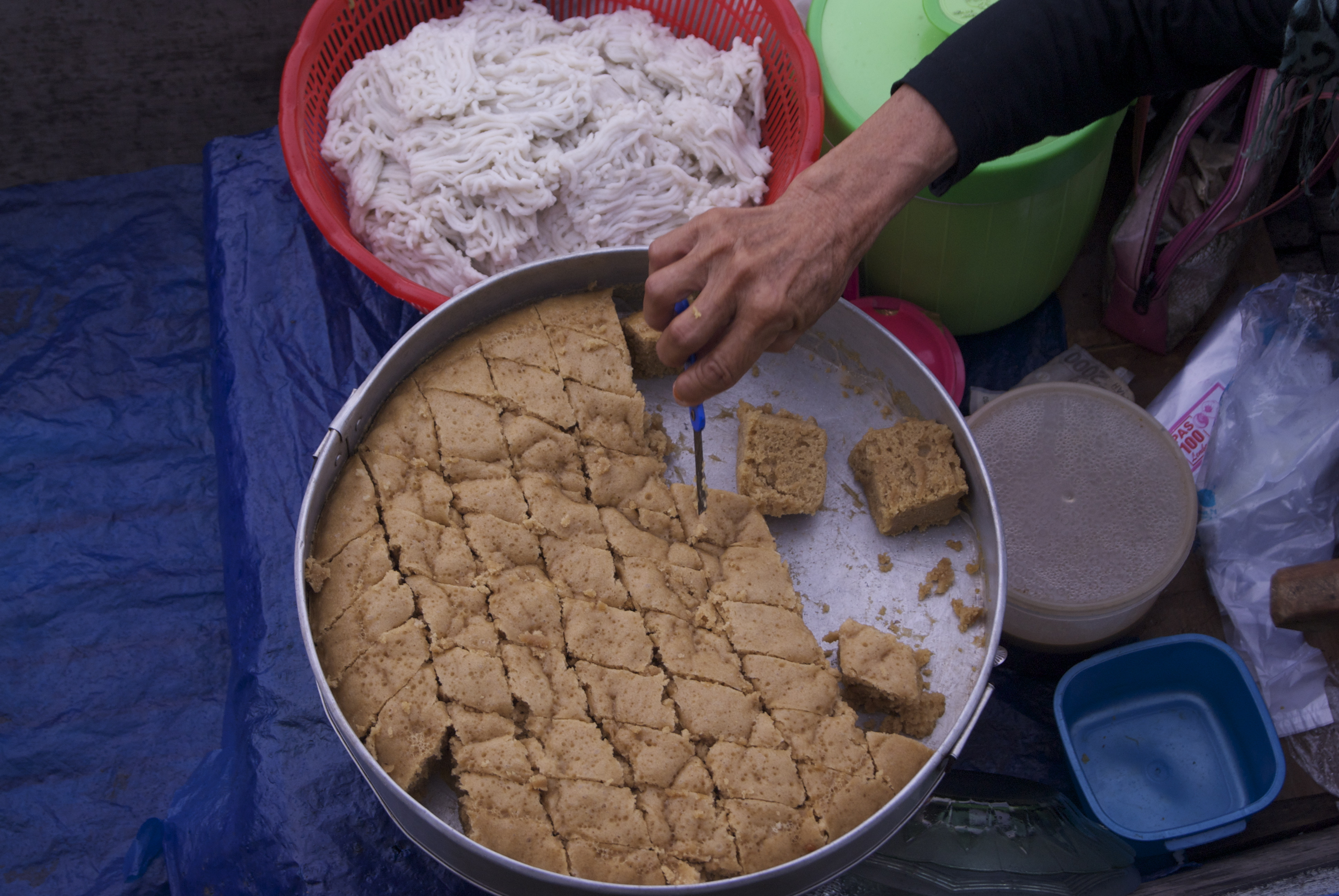
Indonesischer "Kue Apem", verkauft auf einem Markt in Banjar, Kalimantan Selatan

In Indonesien ist eine Variante von Appam als Kue Apem oder Kue Apam bekannt. Es ist ein indonesischer Kuchen (Kue) bzw. traditioneller Teigkuchen aus Reismehl, Kokosmilch, Hefe und Palmzucker, der normalerweise mit geriebener Kokosnuss serviert wird. In traditionellen Küchen gibt es Kue Apem an Festen und Feierlichkeiten. Zum Beispiel veranstaltete Kraton Ngayogyakarta Hadiningrat traditionell eine Ngapem-Zeremonie, bei der der königliche Haushalt als Teil der Tingalan-Jumenengan-Dalem-Zeremonie gemeinsam kue apem (javanische Version von Appam) kocht. Es ist Kue mangkok ziemlich ähnlich. Genau wie Kue Putu wird es vom indischen Einfluss auf die indonesische Küche abgeleitet.